# 아말감

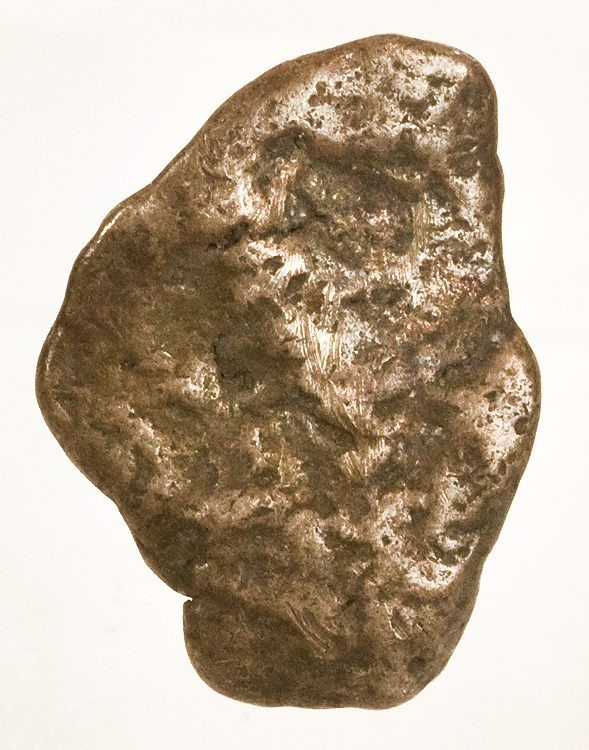
천연 아말감. 수은과 은의 합금이다.

아말감(영어: amalgam)은 수은과 다른 금속의 합금이다. 수은은 철(Fe)과 백금(Pt)을 제외한 거의 모든 금속과 아말감을 형성할 수 있다. 은과 수은의/ 아말감은 중요한 치과 치료용 재료이며, 금과 수은의 아말감은 원석으로부터 금을 추출할 때나, 금 도금을 할 때 사용된다. 치과용 재료로 사용되는 아말감에는 주로 구리, 아연, 팔라듐과 같은 원소들이 소량 첨가되고 있다.

## 치과용 아말감 합금의 조성 성분
- 은 : 경화를 빠르게 하고 경화팽창과 강도를 증가시킨다. 수은과의 반응성을 좋게 하고 크리프를 감소케 한다. 일반적으로 아말감은 60% 정도의 은을 함유하고 있으나, 2018년 기준으로는 소비되는 대다수의 아말감 합금에서 은 함량이 줄고 있다.[2]
- 주석 : 보통 은과 반대 작용을 한다. 수은에 대한 용해도가 크기 때문에 아말감화를 촉진, 경화팽창을 감소하여 크리프를 증가시킨다. 강도와 경도 또한 감소시키기 때문에 주석이 수은과 반응하여 형성된 화합물은 약하고 부식이 잘 된다.[3]
- 구리 : 은과 유사하게 작용하여 강도, 경도, 경도 팽창이 발행하고, 크리프를 감소, 변색을 야기한다. 초기의 아말감은 6% 정도를 함유케 하였으나, 1970년대 이후로는 6% 이상의 구리를 함유 시 성질이 우수하게 된다는 것이 증명이 되어. 현재는 거의 모든 아말감 합금이 6% 이상의 구리를 함유한다.
- 아연 : 아연은 산소에 쉽게 반응하기에 역할은 산소가 다른 성분과 결합하는 것을 최대한 막기 때문에 다른 금속의 산화를 최소화시킨다. 또한 아연이 첨가가 되면 초기 부식을 막을 수 있고 변연 적합도 또한 높일 수 있다. 2018년 현재에는 아연을 사용하지 않는 합금이 개발되어 이용되고 있다.